# Бенакент
Бенакент (Бенакет, Фінакет, Шаркія, Шахрухія) —  велике середньовічне городище в Шашській області (за 90 кілометрів на південний захід від Ташкента), при злитті річок Шаркія (Шахрухія, нині Ахангаран) та Сирдар'ї. Місцезнаходження Бенакента дано в праці Ібн Хордадбека: "Річка Ілак (Ангрен - Ахангаран) впадає в Шаш (Сирдар'ю) біля Бенакета". Вперше виявлено і вивчено 1876 Д. К. Зацепіним, 1894 і 1896 роки - Є. Т. Смирновим і потім Н. Н. Пантусовим. Ототожнення з Бенакет належить членам Туркестанського гуртка любителів археології Є. Т. Смирнову та І. А. Бєляєву. Городище також відвідав І. А. Кастання (1913).
У 1957 та 1973 роках дослідження Бенакента проводилися загоном Інституту археології АН Узбекистану (керівник Ю. Ф. Буряков). Залишки міста поділяються на шахрістан та рабад. Висота культурного шару шахристана 15-17 метрів. Протяжність північно-східних стін 600 метрів, північно-західних 450 метрів, південно-західних 800 метрів. З двох боків оточений водами Сирдар'ї, з північного заходу знаходиться Шаркія-сай, з північного сходу — сухе русло. Слідів оборонних споруд не виявлено. Знайдено залишки посуду із паленої глини, що належать до каунчинської культури. Встановлено нижню дату історія городища — II—III століття. Спочатку - фортеця біля переправи на Великому шовковому шляху.
Про саманідський період історії Бенакета відомо мало. «Правитель Банака» з втраченим ім'ям карбував власну монету межі VII—VIII століть; Мукаддасі повідомляє, що «жили баламути, фортечної стіни немає. Мечеть розташована на території базару». Відсутність стін характерна для Саманідів, які надавали містам гарантії безпеки.
У X столітті до Бенакету з Бінката (нині Ташкент) переміщається столиця Шаша, він стоїть на одному з трьох шляхів у Шаш («старій бенакетській дорозі»).
У XI—XII століттях у Бенакенті карбувалися срібні та мідні монети різного номіналу місцевої династії Караханідів. У ХІ столітті місто оточувала потужна стіна. Наприкінці XII — на початку XIII століть Бенакет стає фактичною столицею одного з караханідських уділів.
В кінці осені 1219 до Бенакента підступили монгольські війська і після триденного опору міський гарнізон, очолюваний Елатку Маліком, капітулював. Монголи винищили всіх воїнів, а молодих людей визначили до хашара. Бенакент перетворився на мертве місто, що складалося з руїн, і було відновлено лише в 1397 році за наказом еміра Тимура, який дав йому нове ім'я Шахрухія на честь свого сина Шахруха.
Після смерті Шейх Джамал-Хара, ставленика тимурида Абу-Сеїда (1451—1469), Ташкент і Шахрухія стають причиною розбрату між братами, синами Абу-Сеїда — Султан Ахмед-Мірзой (1452—1462), правивши Самаркандом, і власником Фергани Умар-Шейх-Мірзой
В 1485 Шахрухія була захоплена Юунус-ханом, в 1502/03 році - Шейбані-ханом і була віддана в управління «одному з великих емірів» Шейбані, брату Карачин-дивана - Якубу. Пізніше місто перебував під керівництвом Суюнчходжа-хана та її нащадків. Після загибелі онука Суюнчходжа-хана опального Баба-хана, в 1582 році Шахрухія була приєднана до володінь узбецького правителя Абдулла-хана II (1557-1598). Відомо, що Абдулла-хан II, відвідавши місто Шахрухію, побудував для тамтешнього ішана Шах-Еміра-Асадулла вели мечеть і пожертвував у вакуф землі та селища, а двом племінникам ішана завітав великі землі зі звільненням надовго від податей.
Місто, яке славилося своїми тканинами, було знову зруйноване під час міжусобних воєн на початку XVIII століття. Частину городища Бенакета було змито Сирдар'єю.